# Lycaena macra
Lycaena macra är en fjärilsart som beskrevs av Ruggero Verity 1920. Lycaena macra ingår i släktet Lycaena och familjen juvelvingar. Inga underarter finns listade i Catalogue of Life.